# Maule-Schwager
El sector Maule-Schwager, en la ciudad de Coronel, Región del Biobío, Chile, es uno de los enclaves mineros que dejó el auge de las máquinas a vapor durante el siglo XIX en ese país. Funcionó como una zona de extracción minera de la compañía Schwager hasta 1920; a partir de ese momento el sector se destinó a la ocupación de residencias de empleados de mayor rango, y para las actividades de carácter administrativo. Actualmente, conserva su carácter residencial siendo declarado por el Consejo de Monumentos Nacionales de Chile, en la categoría de Zonas típicas mediante el decreto N.º 532 (2013).

## Historia
El auge de las máquinas a vapor durante el siglo XIX, provocaron un explosivo aumento de la demanda por carbón mineral, para alimentar la extensa red de ferrocarriles que se expandía por el país y a las embarcaciones que llegaban y salían desde nuestros puertos o que cruzaban el Estrecho de Magallanes.
Federico Schwager junto a su padre Frederick Schwager, compraron en 1850 la mina Punta Puchoco, que al año siguiente se fusiona con Delano y Cía.: Compañía de Carbón de Puchoco, la cual compra terrenos en 1859 del sector denominado Maule.
En 1874, Federico Schwager se separa de la compañía, adquiriendo los terrenos del sector Maule. Esta funcionó como una zona de extracción minera hasta 1920, que tras paralizarse, se destina para la ocupación de residencias de empleados de mayor rango, y para las actividades de carácter administrativo.
Gran parte de su valor patrimonial radica en que fue parte constituyente de la zona más importante de extracción del carbón en Chile, conformando junto con Puchoco un sistema integral que, a la vez, se relacionaba fuertemente con el mar, tanto por su emplazamiento geográfico como por la extracción del mineral desde las minas submarinas.

## Valores y atributos patrimoniales

### Valor Histórico
Fue parte constituyente de la zona más importante de extracción del carbón en Chile, conformando junto con Puchoco un sistema integral.

### Valor Paisajístico
Se encuentra relacionado de fuerte manera con el mar, tanto por su emplazamiento geográfico como por la extracción del mineral desde las minas submarinas, existiendo en el lugar la última bocamina del sistema, por la cual se accedía al Chiflón N°4.
Se encuentra enmarcado por la presencia del cerro en el cual aún subsisten las ruinas de la casa de Federico Schwager. Posee un balneario con una longitud aproximada de 2 km. Si bien no es una playa apta para el baño, es visitada durante todo el año por surfistas por lo óptimo de su oleaje, como también por pescadores artesanales dedicados a la pesca de orilla y pesca recreativa.

### Valor Arquitectónico
Fue concebido con un carácter de recinto, es decir, un área cerrada bajo el control de la compañía carbonífera, un tipo de asentamiento urbano característico de las industrias mineras a lo largo del país.
Sus edificaciones comunitarias y el equipamiento urbano se constituyen como un aporte a la configuración de las ciudades y fueron la base para el diseño que hasta 1970 entregará el estado a todo el país.
Junto a la construcción en 1940 del actual Monumento Histórico Pique Arenas Blancas, se demolieron los antiguos pabellones, para dar paso a la construcción de las viviendas de trabajadores administrativos, que se conservan en buen estado hasta el día de hoy.

#### Material
Las viviendas son de albañilería, con envigado y cerchas de roble, teja marsellesa y chimenea de ladrillo a la vista. Existen tres tipologías:
| Vivienda    | Descripción |  |
| ----------- | --- |  |
| Tipología 1 | Un conjunto de viviendas construidas adaptándose a la planicie costera, en el sector más alto del lugar. Tienen dos pisos de altura y antejardín. |  |
| Tipología 2 | Un conjunto de viviendas continuas, de un piso de altura y mansarda, emplazadas en su mayoría en la primera línea hacia el mar.                   |  |
| Tipología 3 | Un conjunto de viviendas continuas, de dos pisos de altura, y que se emplazan en la cercanía al mar.                                              |  |

## Atractivos turísticos
1. Monumento Histórico Cabrias del Pique Arenas Blancas
2. Chiflón N°4
3. Roquerios "El Baño de las Monjas"
4. Humedal Boca Maule
5. Club Social Maule. Actual "Club de Campo de la Caja de Compensación 18 de Septiembre.[2]